# Macropus
Macropus is een geslacht van buideldieren uit de familie der kangoeroes (Macropodidae). De wetenschappelijke naam van het geslacht werd in 1790 gepubliceerd door George Shaw.

## Uiterlijk
De grijze reuzenkangoeroes zijn de grootste levende kangoeroes en buideldieren na de rode reuzenkangoeroes. Ze bereiken een kop-romplengte van 0,8 tot 1,4 meter en hebben een staart tot 1 meter lang. Ze wegen maximaal 55 kilogram. De meestal grijze vacht kan ook bruinachtig zijn bij de westelijke grijze reuzenkangoeroe. Zoals alle kangoeroes hebben grijze reuzenkangoeroes gespierde achterpoten, korte voorpoten en een langwerpig hoofd met grote oren.

## Taxonomie
Het geslacht Macropus werd in 1790 geïntroduceerd door de Engelse natuuronderzoeker George Shaw. Tot 2019 werden er veel meer soorten in dit geslacht geplaatst, zoals de bennettwallaby, de zandwallaby, de wallaroe en de rode reuzenkangoeroe. Deze twee laatste vormden het ondergeslacht Osphranter, de wallaby's het ondergeslacht Notamacropus. In een studie gepubliceerd in 2019 over de fylogenetische stamboom van de kangoeroes, werd voorgesteld om de drie ondergeslachten van Macropus tot aparte geslachten te verheven. Hierdoor omvat het geslacht Macropus nog enkel de grijze reuzenkangoeroes.
De wetenschappelijke geslachtsnaam is samengesteld uit de Griekse woorden macros (lang/groot) en pous (voet).

### Soorten
Er worden 2 soorten in dit geslacht geplaatst:
| Afbeelding | Soort                                                    | Verspreiding |
| ---------- | -------------------------------------------------------- | ------------ |
|            | Macropus fuliginosus – Westelijke grijze reuzenkangoeroe |              |
|            | Macropus giganteus – Grijze reuzenkangoeroe              |              |